# Pan European Game Information

Логотип PEGI

Pan European Game Information (PEGI) — европейская рейтинговая система компьютерных игр и другого развлекательного программного обеспечения. Была разработана Европейской федерацией интерактивного программного обеспечения и начала работу в апреле 2003 года. Система PEGI поддерживается Еврокомиссией, но не управляется Евросоюзом.

## Описание
Система используется в 29 европейских странах, хотя не накладывает ограничений на продажи. Рейтинг игр Pan European Game Information основан на их содержании аналогично рейтинговым системам кинофильмов. Рейтинг игры напечатан на упаковке, содержится в рекламе и указан на сайте игры.
Использование системы обязательно, компания-разработчик программного обеспечения сама принимает решение о предоставлении продукта для выставления рейтинга. Для того, чтобы продукт получил рейтинг, его разработчик заполняет анкету, которая оценивается Нидерландским институтом классификации аудиовизуальной медиапродукции, после чего выставляется рейтинг.
Рейтинг состоит из двух частей — оценки возрастных ограничений для продукта, а также от одного до восьми описаний содержания, которые предупреждают о ненормативной лексике, насилии и тому подобном. Возрастная категория и краткие описания присутствуют на упаковке продукта в виде логотипов.

## Возрастные рейтинги
Рейтинги PEGI разделяют продукты на пять возрастных категорий. В Португалии из-за конфликтов с местными системами классификации 2 категории были изменены: 3 был изменен на 4, а 7 — на 6. Финляндия также использовала модифицированную шкалу, где 12 было изменено на 11, 16 на 15. Финляндия полностью приняла Pan European Game Information 1 января 2007 года, а также и стандартные рейтинги. Португалия полностью приняла PEGI 1 февраля 2021 года, и стандартные рейтинги также были полностью введены в действие.
| Категория            | PEGI 3 | PEGI 7 | PEGI 12 | PEGI 16 | PEGI 18 |
| -------------------- | ------ | ------ | ------- | ------- | ------- |
| Стандартный          |        |        |         |         |         |
| Португалия (до 2021) |        |        |         |         |         |
| Финляндия (до 2007)  |        |        |         |         |         |

Иконки PEGI стали цветными в июне 2009 года, 3 и 7 (4 и 6 в Португалии) обозначены зеленым цветом, 12 и 16 — желтым (11 и 15 в Финляндии) и 18 — красным.

Ниже приведены описания оценок: 

3: Подходит для любых возрастных групп. Игра может содержать очень условное насилие в комическом подтексте (по типу «Ну, погоди!», «Том и Джерри») без нанесения вреда мультипликационным персонажам. Ребёнок не должен ассоциировать героев с реальными личностями, они должны быть полностью придуманными. Не должно быть никаких звуков или изображений, которые могут испугать маленьких детей. Нет грубой лексики.

7: Насилие, демонстрируемое в проектах с этим рейтингом условно и нереалистично, с содержанием разрушений и взрывов. Могут присутствовать сцены, способные напугать очень маленьких детей, очень лёгкие выражения. Из вредных веществ допускаются алкоголь и табак, но без прямого употребления. Сексуальное содержание не допускается.

12: Допускается так или иначе выраженное графически насилие по отношению к фантастическим героям (как правило, не схожим с человеком) или неграфическое (без визуализации крови и ранений) — к узнаваемым животным. Дополнительно допускается некоторая графическая нагота. Любая ненормативная лексика должна быть смягчена и не относиться к сексуальным ругательствам.

16: Игры данного класса могут включать умеренные сцены насильственных действий и сцены сексуального характера, которые должны соответствовать тем, которые могут встретиться в реальной жизни. Допускаются сцены курения табака или принятия наркотиков, отсылки к азартным играм, грубый юмор и бранные слова. 

18: Данный класс применяется тогда, когда присутствуют сцены грубого насилия, или имеются некоторые специфичные виды насилия. Данное описание субъективно, но ключевым свойством является то, что сцена насилия может вызвать чувство отвращения. Допускается нецензурная лексика, употребление наркотиков и алкоголя в больших количествах и непристойные сексуальные сцены.

## Краткие описания
В PEGI используют восемь (до 2015 года девять) кратких описаний содержимого:
|  | Игра содержит ненормативную лексику |                |
|  | Игра содержит изображения или материалы, которые могут способствовать дискриминации |                |
|  | Игра имеет отношение к наркотикам или изображает употребление наркотиков |                |
|  | Игра может быть страшной или испугать маленьких детей | (Только страх) |
|  | Игра либо способствует, либо учит азартным играм |                |
|  | Игра демонстрирует наготу, сексуальное поведение, или имеются сексуальные отсылки |                |
|  | В игре имеются сцены насилия и драки |                |
|  | Игра содержит платные внутриигровые покупки, в том числе микротранзакции или загружаемый контент (DLC) |                |
|  | В игру можно играть онлайн. В 2015 году PEGI остановила использование этого описания, поскольку большинство современных игр и консолей допускают взаимодействие онлайн. По-прежнему остаётся на играх, классифицированных до июля 2015 года. |                |

30 августа 2018 года был представлен новый логотип для внутриигровых покупок.

## Страны
В странах СНГ с 2013 года система PEGI официально не используется.
Страны, которые используют систему PEGI: Австрия, Бельгия, Болгария, Великобритания, Венгрия, Греция, Дания, Исландия, Испания, Ирландия, Италия, Израиль, Канада (только провинция Квебек), Кипр, Латвия, Литва, Люксембург, Мальта, Нидерланды, Норвегия, Польша, Португалия, Румыния, Словакия, Словения, Украина, Франция, Чехия, Швеция, Швейцария, Эстония, Турция.